# Zaškrtávací pole

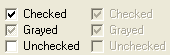
Šest dvoustavových zaškrtávacích polí s některými volbami neaktivními

Zaškrtávací pole (anglicky checkbox, check box, tickbox nebo tick box) je ovládací prvek grafického uživatelského rozhraní, který uživateli umožňuje provést binární volbu, tj. volbu mezi dvěma vzájemně se vylučujícími možnostmi. Lze jej použít například pro získání odpovědi „ano“ nebo „ne“ na jednoduchou otázku.
Nezaškrtnuté (vypnuté) zaškrtávací pole se zobrazuje jako prázdný čtvereček ☐, zaškrtnuté (zapnuté) pole jako čtvereček s „fajfkou“ ☑. Součástí zaškrtávacího pole je obvykle popisek, který informuje o jeho významu. Změna stavu zaškrtávacího pole se provádí kliknutím myší na pole nebo na popisek; při použití klávesnice je třeba nejdříve mačkáním klávesy Tab ↹ nebo pomocí kurzorových kláves pole vybrat, a pak změnit jeho stav stisknutím mezerníku, případně jiné klávesové zkratky.
Několik zaškrtávacích polí bývá často sdruženo na jednom místě, a umožňuje uživateli provést několik nezávislých voleb. To je hlavní rozdíl proti přepínači, u kterého lze vybrat pouze jednu z několika vzájemně se vylučujících možností.

## Trojstavové zaškrtávací pole

Ukázka trojstavového zaškrtávacího pole

Některé aplikace používají zaškrtávací pole, které má kromě obvyklých dvou stavů ještě neurčitý stav. Neurčitý stav je znázorněn menším čtverečkem v zaškrtávacím poli nebo jeho proškrtnutím, a indikuje, že prvek není ani zapnutý ani vypnutý. Trojstavové zaškrtávací pole se obvykle používá při sloučení sady položek do kombinovaných stavů. Neurčitý stav obvykle nemůže být nastaven uživatelem, a při přepnutí se mění na zaškrtnutý.
Například zaškrtávací pole zobrazené při výběru souborů, které mají být odeslány pomocí FTP, může obsahovat stromový pohled, jehož pomocí lze soubory vybírat po jednom nebo po složkách. Pokud jsou vybrány některé ze souborů ve složce, pak má zaškrtávací pole neurčitý stav. Kliknutí na zaškrtávací pole vybere všechny soubory (méně často žádný soubor). Další klikání na zaškrtávací pole přepíná mezi výběrem všech souborů a podadresářů a žádných souborů a podadresářů.
Některé implementace trojstavových zaškrtávacích polí umožňují uživateli přepínat mezi všemi stavy, včetně neurčitého stavu. To, že se pamatuje původní stav položek, lze použít pro anulování akce.

## Doporučení
Zaškrtnutí nebo odškrtnutí zaškrtávacího pole by mělo pouze změnit jeho stav, nemělo by vyvolat jinou akci. Uživatel je zvyklý, že zaškrtávací pole slouží pouze k doplnění dalších informací k ostatním vstupním polím (textovým, přepínačům a jiným zaškrtávacím polím), a akce se provede až použitím tlačítka nebo jiného akčního prvku. Pokud návrhář grafického uživatelského rozhraní tuto zásadu poruší, a ke změně stavu zaškrtávacího pole přiřadí nějakou činnost, uživatele tím obvykle zmate..
Výjimkou z tohoto pravidla je zobrazení nebo povolení dalších uživatelských vstupních prvků, jejichž význam závisí na stavu zaškrtávacích polí.

## HTML
Ve webových formulářích slouží pro vytvoření zaškrtávacího pole HTML prvek <input type="checkbox">.

## Unicode
- U+2610 (9744dec · HTML &#9744;) ☐ BALLOT BOX
- U+2611 (9745dec · HTML &#9745;) ☑ BALLOT BOX WITH CHECK
- U+2612 (9746dec · HTML &#9746;) ☒ BALLOT BOX WITH X